# Conseil général de l'armement
Le Conseil général de l'armement (CGARM), est un organisme du ministère des Armées, créé en 1988 par André Giraud. Présidé par le ministre des armées, il est compétent pour examiner toute question relative à l’armement, aux industries de défense, et aux corps de l’armement.

## Gouvernance et fonctionnement
Le CGARM est placé sous l'autorité directe du ministre des Armées, qui le préside. Le vice-président organise le fonctionnement de l'institution, dont les membres titulaires sont nommés pour une durée de 3 ans renouvelable.
Le CGARM comprend, outre le président, le vice-président et le secrétaire général, 15 membres civils et militaires nommés par le ministre, représentant les secteurs étatique, industriel, économique et de recherche impliqués dans les problématiques d’armement et de défense.
Le CGARM s’appuie sur une structure permanente dirigée par le secrétaire général du Conseil, et comprenant une section « Études générales », une section « Etudes techniques » et une section « Carrières ».
Au titre de la gouvernance du corps des ingénieurs de l’armement assurée conjointement par la direction générale de l’armement (DGA) et le CGARM, la structure permanente et notamment sa section carrières a vocation à assurer le suivi, la notation et l’évaluation des ingénieurs de l’armement en activité hors du ministère des Armées, sauf cas particuliers.[réf. souhaitée]
Vice-présidents successifs :
- depuis mars 2020 : Hervé Guillou[5],[6] ;
- 2016-2020 : Laurent Giovachini[7] ;
- 2010-2016 : Jean-Paul Herteman[8],[9] ;
- 2006-2010 : Jean-Pierre Rabault[10].
- 1998-2006 : Michel Delaye ;
- 1988-1998 : Henri Martre.